# 't Wordt Nu Laat
't Wordt Nu Laat was een Nederlands radioprogramma van WNL op NPO Radio 2. Van 5 januari 2016 tot 24 december 2021 werd het programma elke dinsdag tot en met vrijdag uitgezonden tussen 00:00 en 02:00 uur.  
De eerste jaren werd het programma op dinsdag en woensdag gepresenteerd door Evelien de Bruijn en op donderdag en vrijdag door Marisa Heutink, later Carolien Borgers. Op 1 januari 2019 maakte Evelien de Bruijn bekend dat ze per direct met het programma ging stoppen en op 1 februari 2019 nam Toine van Peperstraten haar plaats in. De bedoeling was dat vanaf januari 2020 naast Carolien Borgers ook de presentatrices van het televisieprogramma Goedemorgen Nederland (Lisette Wellens, Maaike Timmerman, Welmoed Sijtsma, en Nikki Herr) per toerbeurt het programma zouden presenteren. Dat is er nauwelijks van gekomen, omdat WNL op televisie meer zendtijd kreeg vanwege het uitbreken van de coronacrisis.  
Op 23 december 2020 maakten Carolien Borgers en NPO Radio 2 bekend dat Borgers op 22 december 2020 voor de laatste maal  t' Wordt Nu Laat had gepresenteerd en vanaf 2 januari 2021 uitsluitend het programma Muziekcafé op de zaterdagmiddag blijft presenteren.  Vanaf 5 januari 2021 nam Kimberley Dekker de presentatie de hele week op zich. 
Aan De Slag! · Afslag Thunder Road · Aje Tho! · Annemiekes A-lunch · Blokhuis · Bureau De Wilt · Bureau Kijk in de Vegte · Corné Klijns Soul Sensations · De Staat van Stasse · De Wild in de Middag · Echt Jasper · Funky Frank's · Giel ·Gijs 2.4 · Grand Café Kranenbarg · Helemaal Haandrikman · Het Platenpaleis · Hey JP! · Holy Hits · Jan-Willem Start Op! · Licence 2 Chill · Mega Album Top 50 · Motel De Wilt · Musical Moods · Muziekcafé · On the Beat · One Night Stenders · Het oor wil ook wat · Paul! · Rabbering Laat · Rarmarmar · RickvanV doet 2 · Rinkeldekinkel · Schiffers.fm · SHAY! · Simone's Songlines · Soul Night met One'sy · Spijkers met koppen · Thank God It's Sunday · The Best of 2night · The Big Frank Show · Thijs · Tijd voor Twee · Van Inkels Choice · Verrukkelijke 15 ·  VrijZaZo Show · Vroeg op Frank · 't Wordt Nu Laat · WILDGROEI · Wout2Day · Yora en Sander, Sander en Yora
Huidige: · Annemieke Schollaardt · Bart Arens · Carolien Borgers · Evelien de Bruijn · Corné Klijn · Daniël Lippens · Desiree van der Heiden · Dolf Jansen · Eddy Keur · Emmely de Wilt · Evert Duipmans · Jan-Willem Roodbeen · Jeroen Kijk in de Vegte · Jeroen van Inkel · Leo Blokhuis · Martine ten Klooster · Morad El Ouakili · Paul Rabbering · Ruud de Wild · Shay Kreuger ·Tannaz Hajeby · Thomas Hekker · Willemijn Veenhoven
Voormalige: Alfred van de Wege · Andrew Makkinga · Bert Haandrikman · Bert Kranenbarg · Cees van Zijtveld · Cielke Sijben · Daniël Dekker · Edwin Diergaarde · Felix Meurders · Ferry Maat · Frank du Mosch · Frits Sissing · Frits Spits · Gerard Ekdom · Giel Beelen · Gijs Staverman · Hans Schiffers · Henk van Steeg · Jan Paul Grootentraast · Jasper de Vries · Jeanne Kooijmans · Jeroen Mulder · Jetske van Staa · Jurgen van den Berg · Karel van Cooten · Kasper Kooij · Kimberley Dekker · Malou Holshuijsen · Marc Adriani · Marisa Heutink · Mart Smeets · Miranda van Holland · One'sy Muller · Peter Schuiten · Peter van Bruggen · Rick van Velthuysen · Rob Stenders · Roeland van Zeijst · Ron Stoeltie · Rutger Radstaake · Ruud Hermans · Sander de Heer · Sander Guis · Sara Kroos · Simone Walraven · Ted de Braak · Thijs Maalderink · Thomas van Vliet · Timur Perlin · Toine van Peperstraten · Tom Mulder · Will Luikinga · Yora Rienstra· Wouter van der Goes· Frank van 't Hof · Stefan Stasse  ·